# Doniophyton
Doniophyton Wedd., 1855 è un genere di piante angiosperme eudicotiledoni della famiglia delle Asteraceae.

## Descrizione
Le specie di questa voce sono piante annuali con portamenti erbacei.  A volte è presente una crescita secondaria. I fusti sono ascendenti o decombenti (altezza massima 2,5 – 8 cm). Possono essere presenti delle spine ascellari fascicolate.
Le foglie, sessili, lungo il caule sono a disposizione alternata. La forma delle lamine è varia: intera e da lineare a lanceolata con portamento involuto. All'apice sono spinescenti. La nervatura è unica. Le stipole sono assenti.
Le infiorescenze sono composte da capolini discoidi, sessili, terminali scaposi solitari. I capolini, sia omogami che eterogami, sono formati da un involucro a forma da emisferica a campanulata composto da brattee (o squame) all'interno delle quali un ricettacolo fa da base ai fiori (da 40 a 135) di tipo ligulato. Le brattee disposte in più serie (da 4 a 5) in modo embricato sono di vario tipo sia spinose che prive di spine, a consistenza fogliacea oppure membranosa con bordi variamente dentati, fimbriati o lacerati. Il ricettacolo, a forma piatta o convessa in genere è ricoperto da pagliette (raramente è nudo).
I fiori, isomorfici, sono tetra-ciclici (ossia sono presenti 4 verticilli: calice – corolla – androceo – gineceo) e pentameri (ogni verticillo ha 5 elementi). I fiori sono ermafroditi, actinomorfi (raramente possono essere zigomorfi) e fertili. In genere i fiori centrali sono bisessuali; quelli periferici sono femminili.
- Formula fiorale:

*/x K {\displaystyle \infty }, [C (5), A (5)], G 2 (infero), achenio
- Calice: i sepali del calice sono ridotti ad una coroncina di squame.
- Corolla: la corolla ha un breve tubo peloso con lobi lunghi e nastriformi. I colori variano sul giallo.
- Androceo: gli stami, inseriti alla base del tubo della corolla, sono 5 (da 3 a 5 nei fiori centrali) con filamenti liberi, glabri o papillosi e distinti, mentre le antere sono saldate in un manicotto (o tubo) circondante lo stilo. Le antere in genere hanno una forma lugamente sagittata con base da caudata e appendice intera. Il polline normalmente è tricolporato a forma sferica o schiacciata ai poli e senza depressioni.
- Gineceo: lo stilo è filiforme e brevemente bifido e papilloso sotto la biforcazione; gli stigmi sono divergenti. L'ovario è infero uniloculare formato da 2 carpelli. L'ovulo è unico e anatropo.

I frutti sono degli acheni con pappo. La forma dell'achenio in genere è spiraleggiante; la superficie è densamente villosa. Il pericarpo può essere di tipo parenchimatico, altrimenti è indurito (lignificato) radialmente; la superficie è irsuta o glabra. I pappi, formati da una serie di setole piumose decidue o persistenti, sono direttamente inseriti nel pericarpo o connati in un anello parenchimatico posto sulla parte apicale dell'achenio.

## Biologia
- Impollinazione: l'impollinazione avviene tramite insetti (impollinazione entomogama tramite farfalle diurne e notturne).
- Riproduzione: la fecondazione avviene fondamentalmente tramite l'impollinazione dei fiori (vedi sopra).
- Dispersione: i semi (gli acheni) cadendo a terra sono successivamente dispersi soprattutto da insetti tipo formiche (disseminazione mirmecoria). In questo tipo di piante avviene anche un altro tipo di dispersione: zoocoria. Infatti gli uncini delle brattee dell'involucro si agganciano ai peli degli animali di passaggio disperdendo così anche su lunghe distanze i semi della pianta.

## Distribuzione e habitat
La distribuzione delle specie di questo gruppo è esclusivamente sudamericano: dalla Patagonia in Argentina al Cile.

## Tassonomia
La famiglia di appartenenza di questa voce (Asteraceae o Compositae, nomen conservandum) probabilmente originaria del Sud America, è la più numerosa del mondo vegetale, comprende oltre 23.000 specie distribuite su 1.535 generi, oppure 22.750 specie e 1.530 generi secondo altre fonti (una delle checklist più aggiornata elenca fino a 1.679 generi). La famiglia attualmente (2021) è divisa in 16 sottofamiglie. La sottofamiglia Barnadesioideae, con la sua sola tribù Barnadesieae, è una di queste.

### Filogenesi
La sottofamiglia Barnadesioideae solo recentemente, in base a studi filogenetici di tipo molecolare (tutte le Asteraceae - eccetto le Barnadesioideae - hanno una particolare inversione in una data porzione del DNA), è stata elevata di rango tassonomico (prima era posizionata a livello subtribale all'interno della tribù Mutisieae). Nell'ambito della famiglia il gruppo Barnadesioideae, da un punto di vista filogenetico, è in posizione "basale", ossia forma un "gruppo fratello" con il resto della famiglia. Le sue specie sono caratterizzata morfologicamente dalla presenza di spine ascellari ai nodi. Il genere Doniophyton nell'ambito della tribù occupa una posizione centrale e insieme al genere Chuquiraga forma un "gruppo fratello".
Il numero cromosomico delle specie di questo gruppo è: 2n = 48 e 50.

### Elenco generi
Il genere comprende le seguenti 2 specie:
- Doniophyton anomalum (D.Don) Kurtz, 1894
- Doniophyton weddellii Katinas & Stuessy, 1997